# Aşağıyanıktaş, Çaldıran
Aşağıyanıktaş là một xã thuộc thành phố Çaldıran, tỉnh Van, Thổ Nhĩ Kỳ. Dân số thời điểm năm 2011 là 292 người.